# イリヤ・ヤロスラヴィチ
イリヤ・ヤロスラヴィチ（ロシア語: Илья Ярославич）は、キエフ大公ヤロスラフの長子であるとされ、おそらく11世紀にノヴゴロド公であったと仮説が立てられている人物である。

## 概要
イリヤについては、『ノヴゴロド年代記』の中にわずかに言及がみられるのみである。それによれば、イリヤは父ヤロスラフの指示によってノヴゴロドを統治し、またノヴゴロドで死去したとされる。また、それはポサードニクのコンスタンチン(ru)や、ウラジーミルがクニャージとして統治する以前のことであったとされる。
多くの歴史家は、イリヤを実在の人物とみなすことに疑問を呈しているが、仮にイリヤが実在した場合は、ティトマー(ru)の記した年代記中に言及される、ヤロスラフの最初の妻（名はおそらくアンナであるとされ、1018年のボレスワフ1世のキエフ遠征の際に捕虜になった）の唯一の子であるとも考えられている。なお、A.ナザレンコ(ru)は、イリヤは1018年8月から1019年もしくは1020年までノヴゴロド公であったとみなし、またV.ヤーニン(ru)は1030年から1034年にかけてノヴゴロド公であったとみなしている。